# Zweites Vatikanisches Konzil

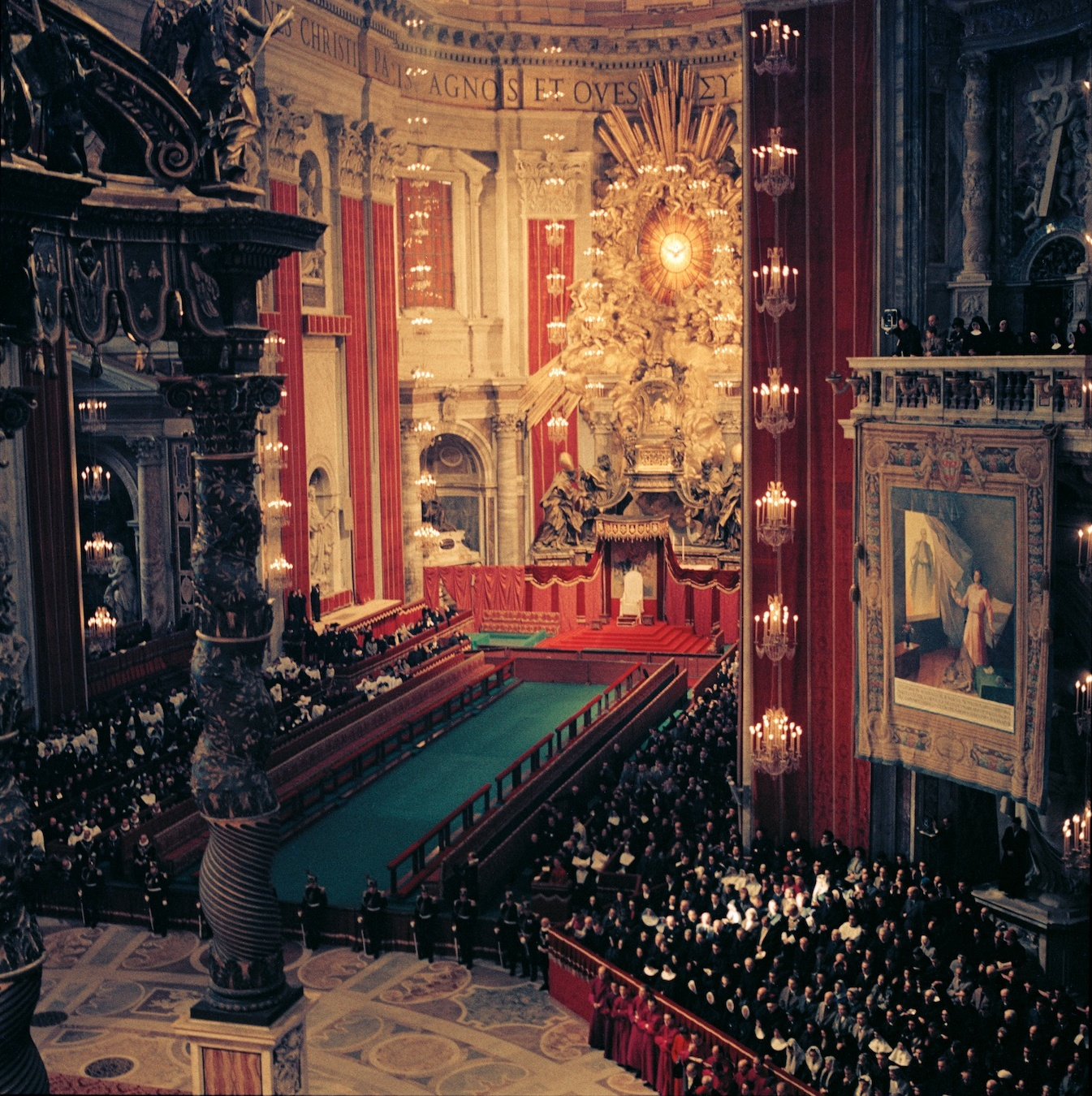
Vor einer Papstmesse auf dem Konzil; Bereich zwischen Papstaltar und Apsis/Kathedraaltar, davor der Sitz des Papstes

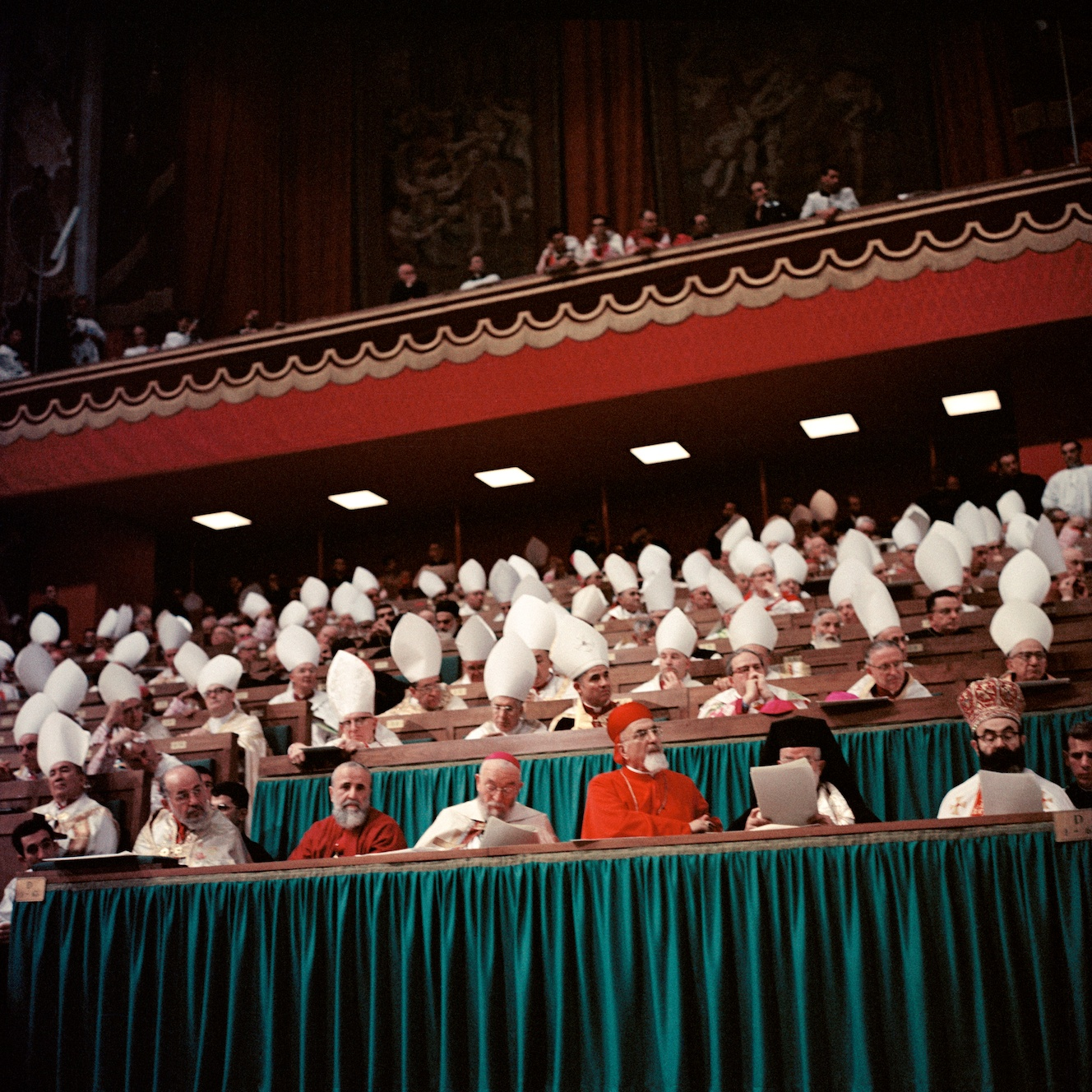
Tribüne mit Konzilsvätern und Empore der Sekretäre

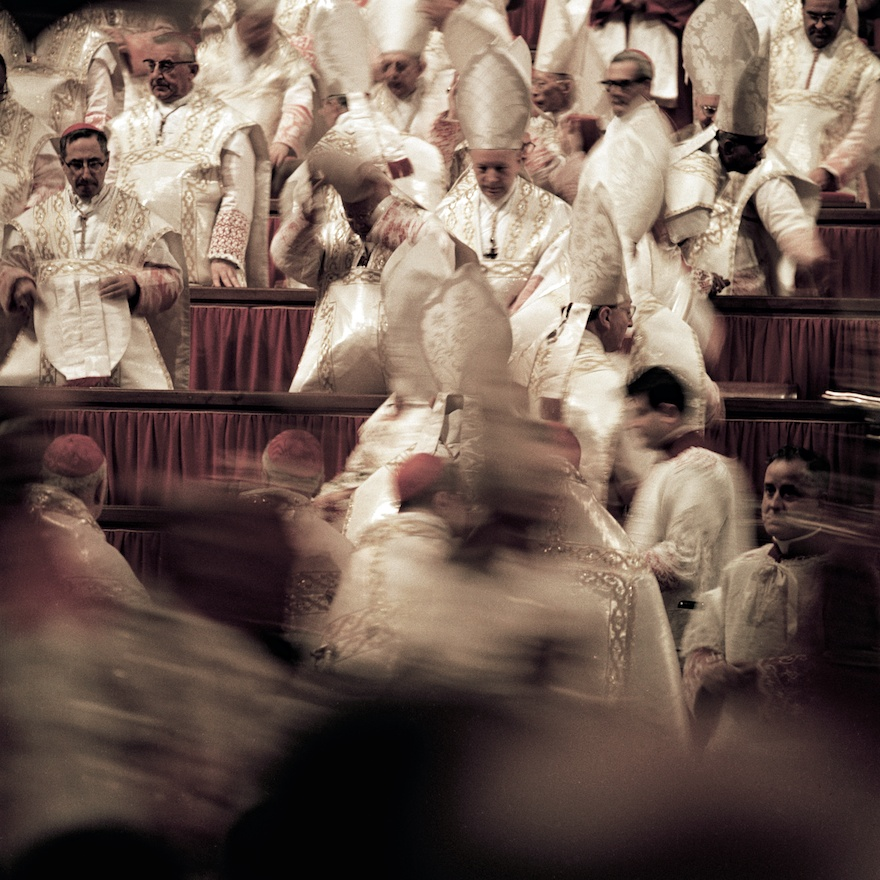
Konzilsväter: die Reihen der Kardinäle

Das Zweite Vatikanische Konzil (kurz auch II. Vatikanum bzw. II. Vaticanum oder Vatikanum II bzw. Vaticanum II; lateinisch Concilium Oecumenicum Vaticanum II), das von der römisch-katholischen Kirche als das 21. Ökumenische Konzil angesehen wird, fand vom 11. Oktober 1962 bis zum 8. Dezember 1965 statt. Es wurde von Papst Johannes XXIII. mit dem Auftrag zu pastoraler und ökumenischer „instauratio“ (Erneuerung, italienisch aggiornamento) einberufen.
Der Papst wies in der lateinischen Eröffnungsansprache Gaudet Mater Ecclesia („Es freut sich die Mutter Kirche“) ausdrücklich darauf hin, dass eine gewisse Aktualisierung dogmatischer Sätze im Sinne ihrer Orientierung auf das Verständnis des gegenwärtigen Zeitalters möglich und notwendig sei. Denn das eine sei das ewige Dogma, die bleibende Wahrheit, ein anderes die Ausdrucksweise der jeweiligen Zeit.
Nach dem Tod Papst Johannes’ XXIII. im Jahr 1963 wurde das Konzil durch Papst Paul VI. fortgesetzt und 1965 beendet. Es entschied zugunsten der Religionsfreiheit in der bürgerlichen Staatsordnung, für einen verstärkten Dialog mit Anders- oder Nichtgläubigen und wies erstmals auf die Bedeutung der Frauen für Gesellschaft und Kirche hin.
Unter den Teilnehmern waren auch die späteren Päpste Johannes Paul I., Johannes Paul II. und Benedikt XVI.

## Vorgeschichte

### Einberufung
Der Gedanke eines neuen Konzils geht, nach Angaben Johannes’ XXIII., auf eine Unterhaltung mit Kardinal Alfredo Ottaviani (1890–1979) zurück, die am zweiten Tag des Konklaves geführt wurde, das ihn 1958 zum Papst wählte. Pius XII. soll bereits gegenüber dem Jesuitenprediger Riccardo Lombardi angedeutet haben, dass er damit rechne, dass sein Nachfolger ein Konzil einberufe. Die Päpste Pius XI. und Pius XII. hatten beide jeweils die Fortführung des I. Vatikanums prüfen lassen. Papst Johannes plante von Anfang an ein Konzil, das die Kirche auf die Gegenwart ausrichten sollte; möglicherweise reichen die Motive bis in die Jugendzeit Roncallis zurück (schrieb Lambert Beauduin). Dieses Anliegen beschrieb Johannes XXIII. als „Aggiornamento“ (als „Verheutigung“ oder „Heutigwerden“ übersetzt). Am 25. Januar 1959 gab er dann vor 17 Kardinälen im Kapitelsaal der Patriarchalbasilika St. Paul vor den Mauern überraschend bekannt, dass er ein Konzil für die Weltkirche einzuberufen beabsichtige, dessen Ziel die „Erneuerung“, „größere Klarheit im Denken“ und „Stärkung des Bandes der Einheit“ sein solle.
Die Nachricht der Einberufung des Konzils wurde mit großer Aufmerksamkeit und teils enthusiastisch aufgenommen. Nicht begeistert von den Plänen bzw. von inhaltlichen Vorgaben war ein Teil der Kurienkardinäle.
Mit der Apostolischen Konstitution Humanae salutis vom 25. Dezember 1961 wurde das Zweite Vatikanische Konzil für 1962 einberufen.

### Vorbereitung
Am Pfingstsonntag, dem 17. Mai 1959, trat die Kommission zur Ingangsetzung der Vorbereitung, die Commissio antepraeparatoria, erstmals zusammen. Sie stand unter Vorsitz des Kardinalstaatssekretärs Domenico Tardini. Aufgrund einer Initiative, die Johannes XXIII. persönlich ergriffen hatte, lud die Commissio antepraeparatoria am 18. Juni 1959 weltweit 3500 Bischöfe, Ordensobere und theologische Fakultäten dazu ein, Vorschläge für das Beratungsprogramm der Vorbereitungskommissionen einzureichen. So kamen 2812 Postulate zusammen, die von der Commissio gesichtet und ausgearbeitet wurden. Dazu gehörten auch Petitionen, die nicht vorgesehen waren und ungebeten eingereicht wurden, also Petitionen von Laien, insbesondere von Frauen aus Orden und Verbänden. Auch diese wurden in den Kommissionen ausgesprochen aufmerksam gelesen. Danach begann die eigentliche Vorbereitungsphase, eingeleitet durch das Motu proprio Superno Dei nutu vom 5. Juni 1960.
Dazu wurden zehn Vorbereitungskommissionen (Commissiones praeparatoriae) gegründet. Im Gegensatz zu früheren Konzilien, bei denen solche Kommissionen vor allem mit Theologen und Kanonisten besetzt gewesen waren, die auf dem Konzil selbst gar kein Stimmrecht besaßen, waren die Vorbereitungskommissionen des Zweiten Vatikanums etwa zur Hälfte mit Bischöfen und Ordensoberen besetzt. Grundsätzlich wiesen sie aber eine große Nähe zum Kurienapparat auf, der so den entscheidenden Einfluss auf den Konzilsverlauf zu nehmen versuchte.
Der Papst konnte daher einige seiner eigenen Anliegen, vor allem die Ökumene, nur gegen Widerstände in die Vorbereitungen einbringen. Doch über die Inhalte, die das Konzil prägen sollten, hatte sich längst ein weltweiter Dialog entwickelt. Der aus der Schweiz stammende und in Tübingen lehrende Theologe Hans Küng forderte in seinem Buch „Konzil und Wiedervereinigung“ 1960 wirkliche Bemühungen in Richtung Ökumene, eine Reform der Kurie, einen interreligiösen Dialog und die Abschaffung des Index Librorum Prohibitorum. Er fasste damit zusammen, was viele Theologen auch dachten. Diese auch von vielen Laien unterstützten Ziele wurden teilweise auch erreicht.
Um die Federführung der Kurie bei der Vorbereitung auszugleichen, richtete der Papst 1960 das Sekretariat für die Förderung der Einheit der Christen ein, zu dessen Leiter er den deutschen Kardinal Augustin Bea SJ ernannte, vormals Beichtvater von Pius XII. Dieses Sekretariat, und nicht die von der Kurie beeinflussten Kommissionen, denen es gleichgestellt war, war fortan für die Ökumenefragen zuständig. Dieses Vorgehen wurde von anderen christlichen Gemeinschaften begrüßt, da ihnen der Umgang mit der römischen Kurie wenig behagte.
Im Sommer 1961 traten die Vorbereitungen in ihre Schlussphase. Geklärt werden musste vor allem noch der organisatorische Ablauf und genauer, welcher Kreis von Teilnehmern eingeladen werden sollte. Fest stand bis dahin nur, dass die amtliche Sprache des Konzils Latein sein sollte, ohne Rücksicht auf die damals bereits grassierende „Lateinschwäche“ in erheblichen Teilen des Episkopats. Im Frühjahr 1962 lagen 69 Entwürfe zu den unterschiedlichsten Themen vor. Sie waren insgesamt sehr langatmig geraten und in typisch römischem Stil verfasst, schwerfälliger sogar als die Enzykliken der Vorgängerpäpste. Nur die Liturgiekommission präsentierte ein konkretes Konzept, die anderen Vorschläge liefen vor allem darauf hinaus, dass das Konzil mehr bewahren und „festschreiben“ als erneuern sollte. Diese Richtung aber wollten die Vertreter der Ortskirchen nicht einschlagen, was erstmals zeigte, dass die Kurie gegenüber den Bischöfen an Einfluss verloren hatte.
Johannes XXIII. verzichtete darauf, zu den Vorschlägen der 69 Entwürfe konkret Stellung zu nehmen. Auch gab er nicht vor, was der Schwerpunkt des Konzils sein sollte. Er wollte einem freien und selbstständigen Konzil (ohne Tabufragen) zumindest eine Chance geben. Allerdings dachte er wohl an eine zügige „Abwicklung“ desselben. Es entwickelte sich jedoch eine Eigendynamik hin zu dem Ziel eines „neuen Pfingstens“ für die Kirche.

## Zielsetzung

### „aggiornamento“…
Der pastorale Methodenwechsel, den Papst Johannes XXIII. als Aggiornamento einleitete und den Paul VI. mit il Dialogo überschrieb (Enzyklika Ecclesiam suam, 1964), hat seinen Ursprung bereits in den Tagen des Ersten Weltkrieges. Benedikt XV. hatte in seiner Enzyklika Ad beatissimi Apostolorum principis zwar die Verurteilung des theologischen Modernismus bekräftigt, schwächte den Ton nach den erbitterten Auseinandersetzungen unter seinem Vorgänger Pius X. aber ab: Er verurteilte auch den integralistischen Antimodernismus, um die „Einheit der Kirche“ als supranationale Instanz zu retten. Papst Pius XI. hatte gleichfalls die fundamental neue Lage der „Welt von heute“ in ihren Umrissen erkannt und daher den „Frieden Christi im Reiche Christi“ zum Programm seines Pontifikats gemacht. Unter seinem Nachfolger Pius XII. gab es eine Weiterentwicklung in der Weltgeltung ad extra sowie hinsichtlich des katholischen Programms.

### „approfondimento“
Dieser geistliche Begriff der Kirche umfasst Treue zur Tradition sowie jeweilige Anpassung an die Gegenwart. Neben der Intransigenz, also einer Kompromisslosigkeit im Wesentlichen, gibt es also auch die Fähigkeit zu angemessener Erneuerung im Horizont der Zeit, also eine Modernität.

## Eröffnung und Verlauf

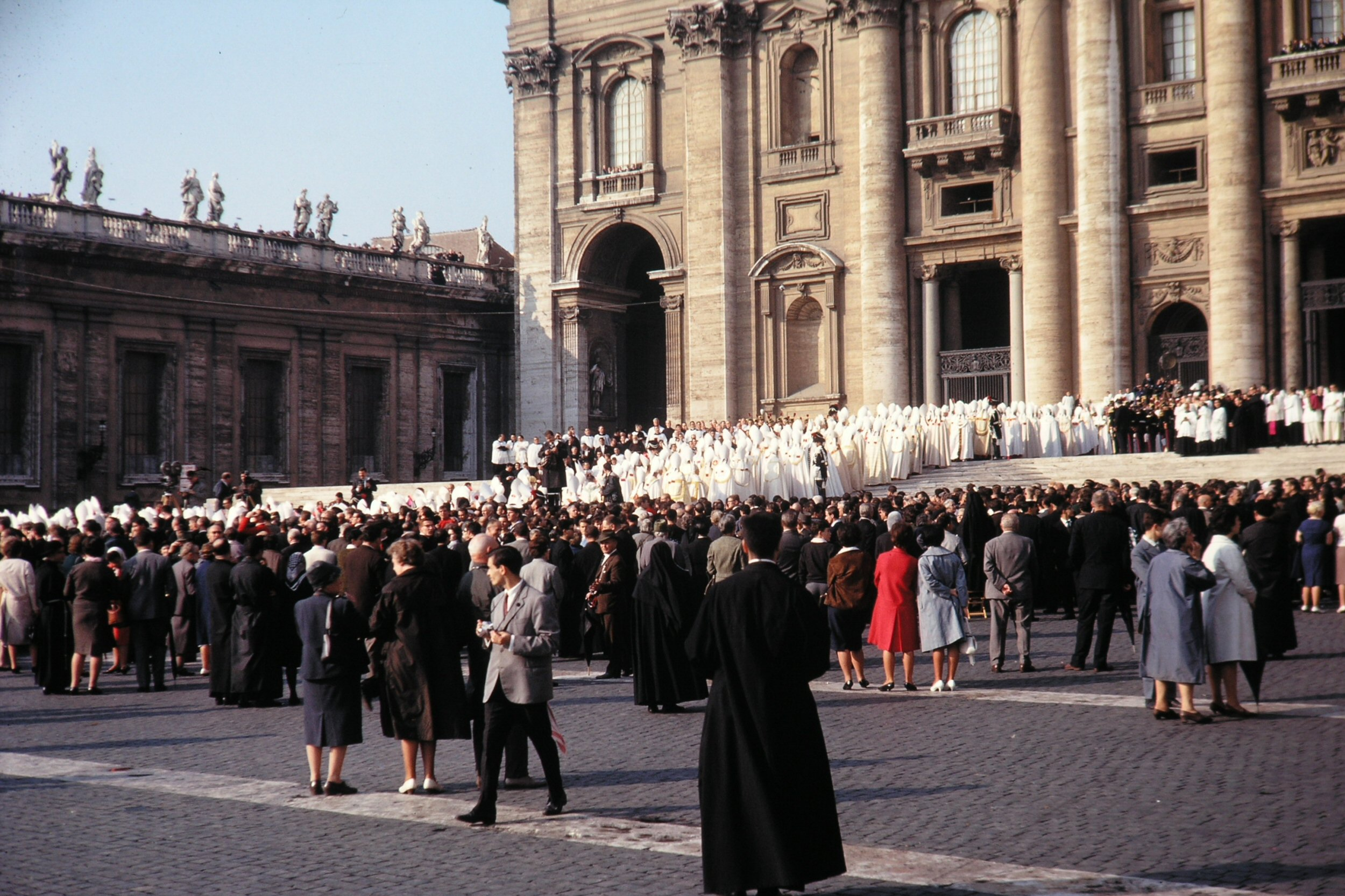
Prozession der Konzilsväter

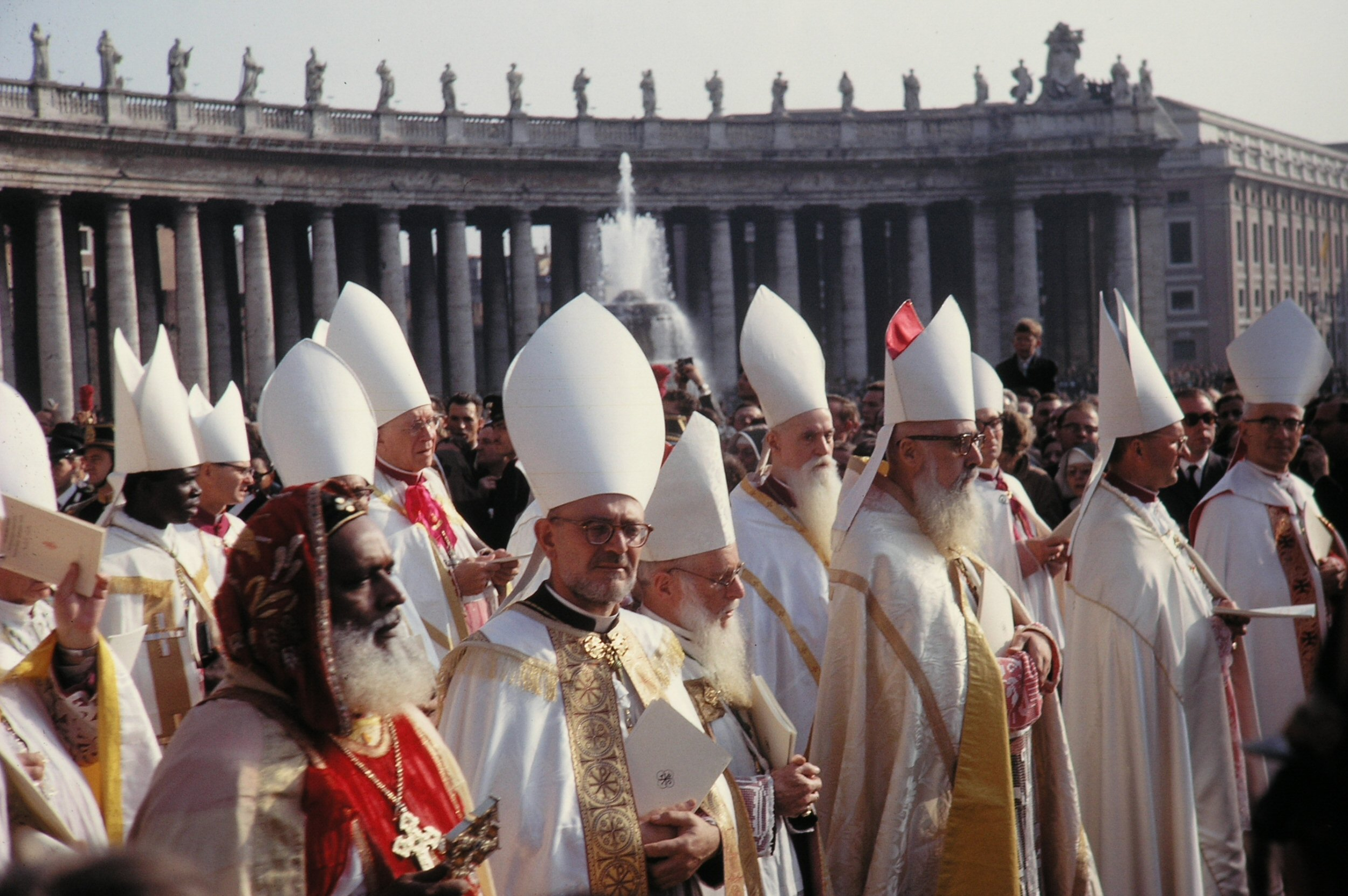
Konzilsväter

Das Konzil begann am 11. Oktober 1962. In einer großen Prozession zogen die 2498 Konzilsväter in den Petersdom der Vatikanstadt ein. Dabei trug Johannes XXIII. nicht die päpstliche Tiara als Zeichen der Macht, sondern eine Mitra, und demonstrierte sich somit als Hirte, und nicht als Herrscher. Auch nutzte er den päpstlichen Tragesessel nur auf dem Petersplatz, um besser gesehen werden zu können. In der Peterskirche ließ er anhalten, stieg herab und ging den Rest zu Fuß. Bischöfe aus 133 Ländern waren anwesend. Das Innere des Petersdoms selbst war zu einer gigantischen Konzilsaula umgebaut worden. Im Mittelschiff fanden sich auf beiden Seiten 90 Meter lange, ansteigende Tribünen, von denen aus debattiert wurde.
Traditionsgemäß gehörten zu den Teilnehmern des Konzils nur Männer. Dies führte schon in der Pressekonferenz zur Eröffnung des Konzils zu der kritischen Nachfrage, ob denn auch Frauen zum Konzil geladen seien. Damit erregte die Fragestellerin, die damals 30-jährige Josefa Theresia Münch, erstmals öffentliche Aufmerksamkeit für das Anliegen der innerkirchlichen Gleichberechtigung der Frauen. „Die anwesenden Journalisten haben einfach gelacht. Für sie war klar: Laienauditoren müssen Männer sein“, so Kirchenhistorikerin Regina Heyder; nach Diskussionen insbesondere in der zweiten Sitzungsperiode wurden ab der dritten Sitzungsperiode auch Frauen als „Auditorinnen“ (Zuhörer) zugelassen, durften aber anders als die Männer keine Reden halten.
Darüber hinaus beteiligten sich Frauen weit mehr als bislang bekannt am Konzil. Frauenverbände, Theologinnen und Ordensschwestern verfassten zahlreiche Petitionen zu Liturgie, Ökumene, Eheverständnis und dem Status von Frauen in der Kirche. In Rom selbst prägten Laienauditorinnen, kirchenpolitisch aktive Romreisende und Gastgeberinnen den Kommunikationsort Konzil. Frauen gestalteten aktiv die Konzilsrezeption vor Ort und übersetzten die fremdsprachigen Texte der Dokumenten-Entwürfe ins Lateinische. Manche Debatten, etwa über die Enzyklika Humanae vitae oder über Diakoninnen und Priesterinnen, wirken bis heute nach.
Die Verhandlungen des Konzils fanden in vier Sitzungsperioden jeweils im Herbst statt. Es gab insgesamt 168 Generalkongregationen, wie die Sitzungen des Konzilplenums in der Konzilsaula genannt wurden.

### Erste Sitzungsperiode
Schon die ersten Generalkongregationen deuteten darauf hin, dass es zu einer Auseinandersetzung zwischen den „Erneuerern“ und „Bewahrern“ kommen werde. Die Kurie wollte das Konzil maßgeblich bestimmen und versuchte, auf die Besetzung der wichtigsten Positionen und auf die Tagesordnung entscheidenden Einfluss zu nehmen. Erste „Nagelprobe“ war dabei die Wahl der zehn Konzilskommissionen am 13. Oktober 1962.
Die zehn Konzilskommissionen entsprachen in Zahl und Aufgabenbereich den zehn Vorbereitungskommissionen. Sie hatten die Aufgabe, die Ergebnisse der Beratungen über die Schemata in der Generalversammlung einzuarbeiten und das überarbeitete Schema dann erneut der Generalversammlung vorzulegen.
Die Kommissionen sollten aus je 24 Mitgliedern bestehen, wobei 16 von den Konzilsvätern gewählt, die übrigen acht durch den Papst ernannt werden sollten. Das Generalsekretariat des Konzils ließ zu den Wahlzetteln Listen austeilen, auf denen 16 Namen von Konzilsvätern verzeichnet waren, die schon der entsprechenden Vorbereitungskommission angehört hatten. Diese aber waren demnach Kandidaten der Kurie. Die anwesenden Bischöfe verlangten daraufhin, die Mitglieder der Kommissionen selbst bestimmen zu können und beantragten eine Vertagung, um sich genauer mit den Kandidaten auf der Liste befassen zu können. Als versucht wurde, dies zu ignorieren, ergriffen die Kardinäle Achille Liénart und Josef Frings das Wort und setzten im Namen der Konzilsväter deren Vorstellungen durch. Die Wahl wurde vertagt. Diese Sitzung wurde später als der eigentliche Aufbruch des Konzils bezeichnet, da deutlich wurde, dass sich die anwesenden Bischöfe als „das Konzil“ verstanden und sich nicht den Vorschlägen der Kurie fügen wollten.
Nach der Vertagung wurden vor allem von deutschen und französischen Konzilsvätern neue Listen ausgearbeitet. Das Konzil erhielt die Eigendynamik. Der bereits schwer kranke Papst Johannes XXIII. billigte das „Sicheinlaufen“ des Konzils und hielt sich zurück; er hatte nicht die Absicht, in konkrete Entscheidungen einzugreifen. Die entstandene Dynamik war jedoch anfangs noch nicht auf ein klares Ziel ausgerichtet. Auch diese Zielbestimmung hatte der Papst dem Konzil überlassen, das hiermit jedoch zunächst überfordert war. Erst der Erzbischof von Mailand, Kardinal Giovanni Battista Montini, der spätere Papst Paul VI., schlug in einem elfseitigen Brief an den Papst die Konzeption der doppelten Thematik der Kirche ecclesia ad intra und ad extra vor. Er plädierte nach außen für eine Ausweitung des vom Papst selbst initiierten ökumenischen Dialogs, nach innen für eine Befassung mit dem Wesen der Kirche und ihrer Reform sowie die Einteilung des Konzils in drei Sitzungsperioden. Das Konzil nahm diese bereits vom belgischen Kardinal Léon-Joseph Suenens unter Bezugnahme auf eine Papstansprache vom 11. September 1962 vorformulierten Gedanken mit großer Zustimmung an, was für die von Ottaviani vertretene Kongregation für die Glaubenslehre, damals noch Heiliges Offizium genannt, einen ersten „Machtverlust“ bedeutete. Die Richtung des Konzils war damit vorgegeben. Eine weitere unvorhergesehene Entwicklung wurde durch die Ablehnung des Schemas De Ecclesia initiiert. Daraufhin wurde vom Generalsekretär des Konzils, Pericle Felici, der Vorschlag unterbreitet, Alternativschemata einzureichen, was den Einfluss der Bischöfe und Bischofskonferenzen auf den von der Vollversammlung des Konzils zu behandelnden Text deutlich vergrößerte.
Am 8. Dezember 1962 endete die erste Sitzungsperiode.
Die Arbeit in der Konzilskommission sollte aber in der Sessionspause weitgergehen. Johannes XXIII. änderte seine Meinung in Bezug auf seine anfängliche Zurückhaltung und wollte in der zweiten Sitzungsperiode „‚seinen Platz einnehmen‘ als ‚wirklicher Präsident‘, wenn auch mit Diskretion“. Das Fortschreiten des Konzils erlebte Papst Johannes jedoch nicht mehr, er starb am 3. Juni 1963.

### Zweite Sitzungsperiode

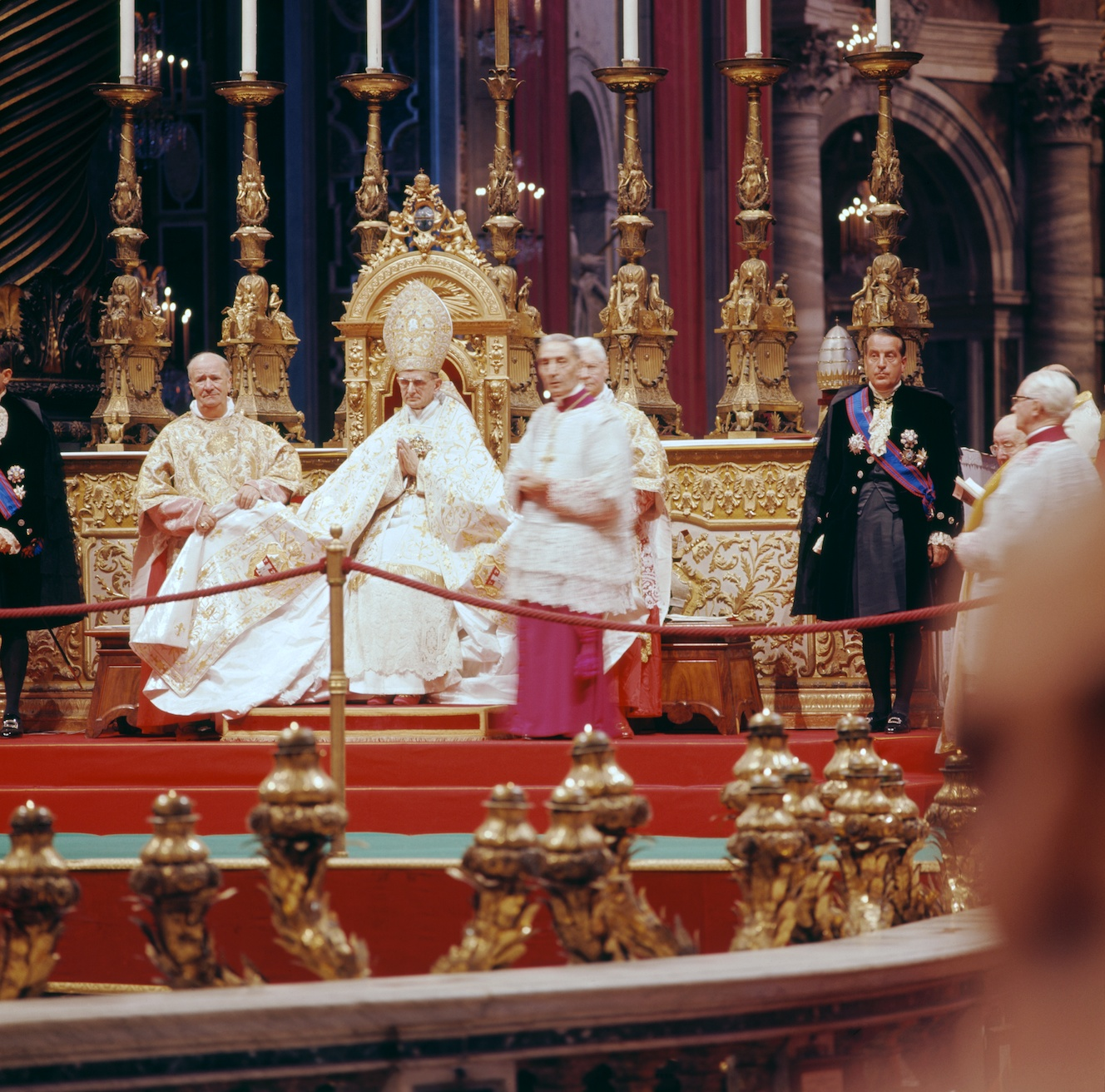
Papst Paul VI.

Die zweite Sitzungsperiode wurde am 29. September 1963 von Papst Paul VI. eröffnet. Dieser war am 21. Juni desselben Jahres zum Nachfolger des inzwischen verstorbenen Johannes XXIII. gewählt worden. Die Sitzungsperiode sollte zu den ersten Dokumenten, und damit zu den ersten greifbaren Ergebnissen führen. Sie war dabei weiter vom Gegensatz zwischen konservativen und progressiven Kräften bestimmt (vgl. Coetus Internationalis Patrum). Das Konzil diskutierte unter anderem, welche Rolle den Bischöfen in Zukunft zukommen solle. Progressive Kräfte befürworteten eine größere Gemeinschaft, wenn auch nicht an Stelle eines Unterordnungsverhältnisses gegenüber dem Primat des Papstes, der ja ebenfalls zuerst Bischof ist. Diesen Gedanken der Gemeinschaftlichkeit (Kollegialität, Kirche als communio) versuchten die konservativen Kräfte zu unterbinden. Am 8. November 1963 kam es daher zu einer historisch gewordenen Protestrede. Der Kölner Kardinal Josef Frings – eine der prägendsten Figuren des gesamten Konzils – protestierte gegen eine Kampagne konservativer Kräfte und wandte sich schließlich gegen die Institution des Heiligen Offiziums und seines Sekretärs, Kardinal Ottaviani. Das Offizium, so Frings, verkörpere Methoden und lege ein Verhalten an den Tag, das nicht dem geistigen und geistlichen Rang von Bischöfen und Theologen entspreche. Denn das Offizium entschied nach Aktenlage, ohne Verfahrensgarantien, und musste seine Entscheidungen nicht begründen. Assistiert von seinem Peritus, dem jungen Theologieprofessor Joseph Ratzinger, sprach sich Frings für eine „Reform des Offiziums“ aus, die von Paul VI. bereits 1965 durchgeführt wurde. Erster Präfekt der Kongregation für die Glaubenslehre, so der neue Name des reformierten Hl. Offiziums, wurde Kardinal Ottaviani (bis 1968).
Erst während der zweiten Sitzungsperiode drängte sich immer mehr die Forderung der Teilnahme von Frauen am Konzil auf. So stellte der belgische Kardinal Léon-Joseph Suenens, einer der vier Konzils-Moderatoren, die Forderung, auch Frauen als Auditorinnen am Konzil teilnehmen zu lassen. Damit wollte er zum einen eine Erhöhung der Zahl der Laienauditoren erreichen, zum anderen aber auch bewusst Frauen, die „eine Hälfte der Menschheit“ abbilden, am Konzil beteiligt wissen.
Zwei Dokumente konnten verabschiedet werden. Am 4. Dezember 1963 beschloss das Konzil die Konstitution über die Liturgie: Sacrosanctum Concilium. Auf ihrer Grundlage sollte später die Liturgie reformiert werden. Mit diesem Beschluss und der Verabschiedung von Inter mirifica, dem Dekret über die Massenmedien am 4. Dezember 1963, endete die zweite Sitzungsperiode. Unter dem Pseudonym Michael Serafian veröffentlichte Malachi Martin SJ anschließend das Buch Der Pilger, in dem er hellsichtig analysierte, dass Papst Paul VI. bereits in einen Gegensatz zu seinem Vorgänger getreten war, indem er der „Partei“ der Kurie wieder stärker entsprach. Diese Beobachtung bestätigte sich nach Meinung seiner Kritiker in der Folgezeit. Konzilsberater Joseph Ratzinger wertete in einem differenziert verfassten Buch über die zweite Sitzungsperiode die Bestätigungsformel von Papst Paul VI. zu beiden Konzilsdekreten als konkrete Erneuerung des Kirchenbegriffes: „Das Bedeutsame liegt in dem zweimaligen ›una cum‹ – gemeinsam mit den Konzilsvätern. Papst Paul hat damit einen neuen Typ konziliaren Rechts geschaffen, der in der Sache einen präzisen Ausdruck für den vom Konzil verhandelten Gedanken der bischöflichen Kollegialität ist.“ Die lateinische Bestätigungsformel aller Dokumente lautet: „Paulus episcopus servus servorum Dei una cum Concilii Patribus“.

### Dritte und vierte Sitzungsperiode
Am Hochfest der Geburt Mariens, am 8. September 1964, gab schließlich Papst Paul VI., der nach dem Tod von Johannes XXIII. das Konzil fortführte, offiziell bekannt, dass er zur dritten Sitzungsperiode auch Auditorinnen zum Konzil einladen werde: Er lud insgesamt 17 Frauen ein, von denen 9 Ordensfrauen und 8 Frauen, die Frauenverbänden vorstanden, waren. Zur vierten Sitzungsperiode kamen 6 weitere Auditorinnen, unter denen eine Ordensfrau war, hinzu.
Die dritte Sitzungsperiode begann am 14. September 1964. Am 19. November 1964 sollte das Dekret zur Religionsfreiheit verabschiedet werden. Das Konzil geriet in eine Krise, als die Sitzung, in welcher der Beschluss gefasst werden sollte, kurzfristig vertagt wurde. Im Vorschlag war eine Abkehr vom alten Anspruch der katholischen Staatslehre vorgesehen, dass der Kirche als Vertreterin der wahren Religion der Vorrang vor „dem Irrtum“ auch im gesellschaftlichen Zusammenleben einzuräumen sei. Trotz einer Mehrheit, die sich für eine Abstimmung über das Dekret aussprach, entsprach der Papst dem Wunsch der Konservativen, die um eine Vertagung gebeten hatten. Erst 1965 wurde diese Korrektur des katholischen Absolutheitsanspruchs mit dem ausgereifteren Dokument Dignitatis humanae beschlossen.
Nachdem klar geworden war, dass die konservativen Kräfte der Kurie auf dem Konzil nicht nur in der Minderheit waren, sondern auch ihren Einfluss nur noch partiell geltend machen konnten, wurden die Dokumente der dritten und vierten Sitzungsperiode, obgleich von den 3–5 % „Bewahrern“ weiter heftig kritisiert, geräuschloser verabschiedet als in der vorangegangenen zweiten Sitzungsperiode. Zu gravierenden Konflikten kam es jedoch noch im Vorfeld der Verabschiedung von Lumen gentium am 14. November 1964, als der Papst, erneut mit großer Rücksicht auf die kleine, konservative Minderheit, die Beifügung einer erläuternden Vorbemerkung (Nota explicativa praevia) zur Interpretation des Begriffs „Kollegium (der Bischöfe)“ zugunsten des päpstlichen Primats verfügte.
Die Integration der Minderheit wurde zu seinem wichtigsten Anliegen, die auch zu päpstlichen Korrekturen des Ökumene-Dokuments, von Dei verbum und der Erklärung zur Religionsfreiheit führte. Wichtigste Dokumente waren neben Lumen gentium über die Kirche und Dei verbum über die Göttliche Offenbarung auch Nostra aetate zu den nichtchristlichen Religionen und Dignitatis humanae über die Religionsfreiheit. Die pastorale Konstitution Gaudium et spes weitet den kirchlichen Weltauftrag aus, indem sie sich breit zu Fragen der Wissenschaft, Kultur, Politik, Familie und zum Weltfrieden äußert. Die vierte Sitzungsperiode wurde dann, aufgrund des Willens der Mehrheit der Konzilsteilnehmer, durch den Papst anberaumt, um einen sinnvollen Abschluss des Konzils zu ermöglichen, als sich während der dritten Periode die große Zeitknappheit abzeichnete.
Das Konzil schloss am 8. Dezember 1965 mit besonderen Botschaften an die Welt, u. a. an die Regierenden, die Arbeiter, die Intellektuellen, die Frauen und die Jugend. Zu den Frauen sprach er mit folgenden Worten: „[…] Die Stunde kommt, die Stunde ist schon da, in der sich die Berufung der Frau voll entfaltet, die Stunde, in der die Frau in der Gesellschaft einen Einfluß, eine Ausstrahlung, eine bisher noch nie erreichte Stellung erlangt […].“
Noch während das Konzil tagte, hatte sich die Reformdynamik auf den Klerus und die Theologie in den Ortskirchen übertragen, was nach 1968 auch in eine offene Autoritätskrise münden konnte (vgl. Humanae Vitae).

## Ergebnisse und Auswirkungen

### Dokumente
Das Konzil formulierte und veröffentlichte 16 Dokumente:

#### Erste Sitzungsperiode
In der ersten Sitzungsperiode (11. Oktober bis 8. Dezember 1962) wurden keine Dokumente verabschiedet.

#### Zweite Sitzungsperiode
In der zweiten Sitzungsperiode (29. September bis 4. Dezember 1963) wurden folgende Dokumente verabschiedet:
- Sacrosanctum Concilium: Konstitution über die heilige Liturgie; 4. Dezember 1963
- Inter mirifica: Dekret über die sozialen Kommunikationsmittel; 4. Dezember 1963

#### Dritte Sitzungsperiode
In der dritten Sitzungsperiode (14. September bis 21. November 1964) wurden folgende Dokumente verabschiedet:
- Lumen gentium: Dogmatische Konstitution über die Kirche; 21. November 1964
- Unitatis redintegratio: Dekret über den Ökumenismus; 21. November 1964
- Orientalium Ecclesiarum: Dekret über die katholischen Ostkirchen; 21. November 1964

#### Vierte Sitzungsperiode
Die vierte Sitzungsperiode (14. September bis 8. Dezember 1965) hatte folgende Dokumente zum Ergebnis:
- Perfectae caritatis: Dekret über die zeitgemäße Erneuerung des Ordenslebens; 28. Oktober 1965
- Nostra aetate: Erklärung über das Verhältnis der Kirche zu den nichtchristlichen Religionen; 28. Oktober 1965
- Optatam totius: Dekret über die Ausbildung der Priester; 28. Oktober 1965
- Christus Dominus: Dekret über die Hirtenaufgabe der Bischöfe in der Kirche; 28. Oktober 1965
- Gravissimum educationis: Erklärung über die christliche Erziehung; 28. Oktober 1965
- Dei verbum: Dogmatische Konstitution über die göttliche Offenbarung; 18. November 1965
- Apostolicam actuositatem: Dekret über das Apostolat der Laien; 18. November 1965
- Presbyterorum ordinis: Dekret über Dienst und Leben der Priester; 7. Dezember 1965
- Ad gentes: Dekret über die missionarische Tätigkeit der Kirche; 7. Dezember 1965
- Dignitatis humanae: Erklärung über die Religionsfreiheit; 7. Dezember 1965
- Gaudium et spes: Pastorale Konstitution über die Kirche in der Welt von heute; 7. Dezember 1965

### Inhaltliche Ergebnisse: Beschlüsse – Zusammenfassung

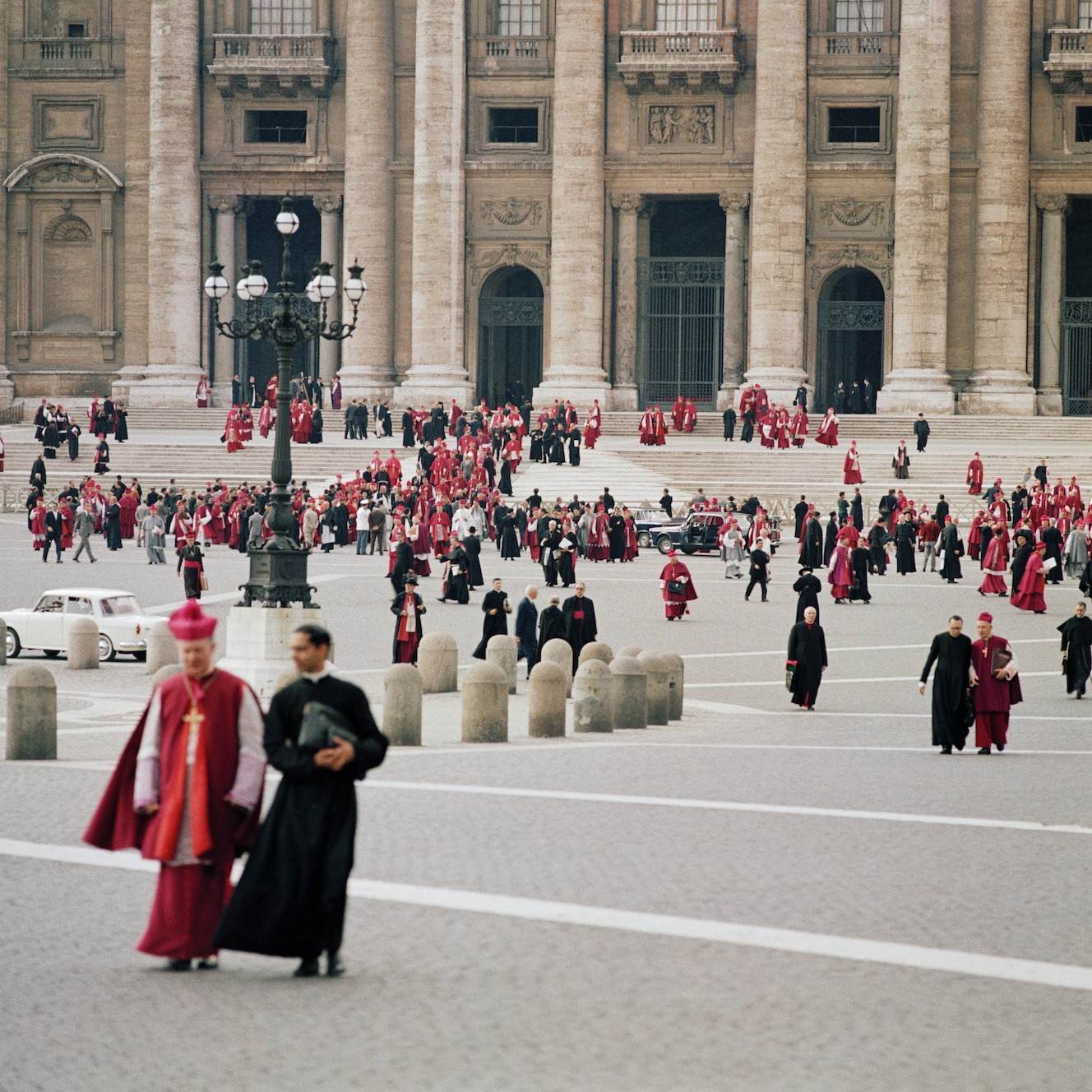
Konzilsväter, -theologen und ihre Sekretäre auf dem Petersplatz

Zu den wichtigsten Beschlüssen zählen folgende Punkte
- Liturgie: Im Zuge der Konstitution über die Liturgie Sacrosanctum Concilium fanden zwei Liturgiereformen statt: Im 1965 promulgierten (in Kraft gesetzten) Missale Romanum waren die ersten Reformschritte umgesetzt, mit Ausnahme der Forderung der Konstitution, den Gläubigen in der Messe eine größere Anzahl von Bibeltexten zu erschließen. Das 1969 promulgierte Missale berücksichtigte diese Forderung mit einer völlig neuen Leseordnung (Perikopenordnung). Schon vor dieser weiteren Reform verdrängte die Volkssprache das Latein weitgehend als Liturgiesprache, was von der Liturgiekonstitution nicht vorgesehen war. Dadurch verfehlte der Plan, die Liturgie stufenweise zu reformieren, sein Ziel.
- Kollegialität der Bischöfe. Das Konzil stärkte den Weltepiskopat, und damit auch die Ortskirche. In der Kirchenkonstitution wird die Unfehlbarkeit auch auf die Bischöfe erweitert. Zusammen mit dem Papst können sie „authentisch in Glaubens- und Sittensachen lehren und eine bestimmte Lehre übereinstimmend als endgültig verpflichtend vortragen“. (LG 25) In der Vorbemerkung (Nota praevia explicativa) zu Lumen gentium wird deutlich, dass die Kollegialität nie gegen den Primat des Papstes verwendet werden kann.[25]
- Verhältnis zu anderen Religionen. Eine Entwicklung seit dem Zweiten Vatikanischen Konzil betrifft das Verhältnis der katholischen Kirche zu anderen Religionen. Die Kirche „lehnt nichts von alledem ab, was in diesen Religionen wahr und heilig ist“. (Nostra aetate 2) Dabei lobt der Konzilstext den Monotheismus des Islams (vgl. NA 3) und bekennt erneut das Hervorgehen der Kirche aus dem Judentum (vgl. NA 4). Mit der innerchristlichen Ökumene beschäftigt sich das Dekret Unitatis redintegratio.
- Das „Dekret über die Religionsfreiheit“ (Dignitatis humanae) erklärt, dass jeder Mensch „das Recht auf religiöse Freiheit hat. Diese Freiheit besteht darin, dass alle Menschen frei sein müssen von jedem Zwang sowohl von seiten einzelner und gesellschaftlicher Gruppen, wie jeglicher menschlicher Gewalt, so dass in religiösen Dingen niemand gezwungen wird, gegen sein Gewissen zu handeln.“ (DH 2) Gleichzeitig betont das Dekret: „Gott selbst hat dem Menschengeschlecht Kenntnis gegeben von dem Weg, auf dem die Menschen, ihm dienend, in Christus erlöst und selig werden können. Diese einzige wahre Religion, so glauben wir, ist verwirklicht in der katholischen, apostolischen Kirche, die von Jesus dem Herrn den Auftrag erhalten hat, sie unter allen Menschen zu verbreiten“ (DH 1).
- Verhältnis der Kirche zum Staat. Das Konzil gibt den (spätestens seit der Reformation nicht mehr durchsetzbaren) Anspruch der katholischen Kirche auf, dass die Öffentlichkeit und alle staatlichen Gliederungen nach katholischen Grundsätzen handeln müssen. Dies hat zur Folge, dass der Absolutheitsanspruch der katholischen Religion nur mehr rein geistlich definiert ist, also nicht mit totalitären Ideologien verwechselt werden kann.
- Verhältnis von Kirche und Welt. Das Konzil setzt sich für die Gleichberechtigung der Frauen in der Gesellschaft ein, deren Diskriminierung „dem Plan Gottes widerspricht“ (GS 29 Abs. 2).

### Theologische Akzente – Theologie des Konzils
Unzweifelhaft hat das II. Vatikanische Konzil neue Akzente gesetzt:
- Der pastorale Ansatz des Konzils, also Bekräftigung des pastoralen Amtes der Kirche gegenüber der Theologie (Das Konzil hat sich nicht in die Streitigkeiten der einzelnen theologischen Schulen verwickeln lassen, sondern wollte den Glauben für das christliche Leben fruchtbar machen.)
- Historischer Ansatz (Einsichten der historischen Forschung werden verstärkt berücksichtigt.)
- Biblischer Ansatz (Die Bibel ist bleibender Bezugspunkt des Glaubens.)
- Patristischer Ansatz (Die Kirchenväter sind privilegierte Zeugen der Tradition und interpretieren das biblische Zeugnis.)
- Ökumenische Öffnung (Nicht-Katholiken waren als Beobachter eingeladen.)
- Öffnung zur Welt und Menschenrechte (vgl. Gaudium et spes)
- Dialog mit den Nichtchristen (Anerkennung ethischer und religiöser Werte außerhalb der Kirche)
- Neuer, dialogorientierter Stil der Verkündigung (Anstelle von Anathema-Formeln werden Lehraussagen in positiver Weise formuliert.)

### Frauenordination
Ausgehend von der wachsenden Teilhabe der Frauen an der Gestaltung des öffentlichen Lebens, benannte Papst Johannes XXIII. in seiner letzten Enzyklika „Pacem in terris“ vom 11. April 1963 die Frage nach der Stellung der Frau als eines der drei großen „Zeichen der Zeit“. In der Rückbindung an den christlichen Glauben sah er einen Beschleunigungsfaktor für den Prozess der wachsenden Bedeutung der Rolle der Frau in der Gesellschaft. Dies und die allgemeine gesellschaftliche Entwicklung machten Frauen Mut, das Konzil als Chance für die Einführung der Frauenordination in der römisch-katholischen Kirche zu sehen.
Mit ihren Eingaben zum Konzil begann das öffentliche Engagement für die Frauenordination. Hervorgetreten sind dabei die beiden Theologinnen Ida Raming und Iris Müller, die später (2002) zusammen mit weiteren Frauen contra legem zu Priesterinnen geweiht wurden, sowie die Theologin Josefa Theresia Münch und die Schweizer Juristin Gertrud Heinzelmann. Die Hildegard-Forscherin und Benediktinerin Marianna Schrader setzte sich für den Diakonat der Frau ein. Die Forderungen der Frauen „brachen ein Jahrhunderte altes Tabu; keine Frau hatte derartiges zuvor gewagt“, urteilte die Biografin von Gertrud Heinzelmann.
Dabei arbeiteten die Frauen mit Bischöfen und Konzilstheologen zusammen, die sie zu weiteren Eingaben und zur Mitarbeit zu motivieren suchten. Einige Konzilstheologen – selbst Bischöfe – stimmten den Frauen zu und befürworteten die Frauenordination. Vor der letzten Sitzungsperiode wandte sich die Theologin Josefa Theresia Münch im Juli 1965 an die deutschsprachigen Bischöfe, die als Konzilsväter am Zweiten Vatikanum teilnahmen: „Bitte, nehmen Sie die Frauen ernst und für volle Glieder der Kirche, solange es noch Zeit ist, solange sie noch am Gottesdienst teilnehmen! Wenn die Frauen en gros erst einmal die Konsequenz daraus gezogen haben, dass sie in der Kirche dauernd negiert werden, ist es zu spät.“
Die Bemühungen der Frauen blieben im Ergebnis erfolglos, da die Zeit noch nicht reif sei, wie die Konzilsväter befanden. Sie behandelten die Forderungen weder in den offiziellen Diskussionen noch in den Dokumenten. Allerdings verbot das Konzil in der Pastoralkonstitution Gaudium et Spes (Nr. 29) explizit „jede Form einer Diskriminierung […] wegen des Geschlechts […], […] da sie dem Plan Gottes widerspricht“.
Auf diese Äußerung berufen sich diejenigen, die sich für die Frauenordination einsetzen. Gemäß Gaudium et spes sei daher die Folgerung unabweisbar, dass der Ausschluss der Frauen vom Priesteramt gegen göttliches Recht verstoße.

### Kirchenbau nach dem Zweiten Vatikanischen Konzil
Die wichtigsten Elemente des Kirchenbaus nach dem Konzil war der näher zur Gemeinde gerückte Zelebrationsaltar und oft auch die halbkreisförmig um den Altar angeordneten Bankreihen.

## Deutschsprachige Berichterstattung
In vielen Medien wurde über das II. Vatikanische Konzil berichtet; in Printmedien, in Funk und Fernsehen. In der Vorberichterstattung schwankten die Erwartungen, nach dem Konzil überwog ein positives Meinungsbild. Seitens der katholischen Kirche wurde eine offene Kommunikation der Ereignisse praktiziert, und zwar nicht nur durch das hierzu eingerichtete Presseamt, sondern auch durch einzelne Bischöfe. Das war ein Meilenstein im Verhältnis der katholischen Kirche zur Presse.
Joseph Ratzinger, damaliger Konzilsberater und späterer Papst, hielt während der Beratungen mehrere Vorträge in Deutschland und in der Schweiz über seine persönlichen Eindrücke und Erlebnisse betreffend Ziele, Diskussionen und Resultate des Konzils, die in der Presse große Anerkennung fanden: „In reicher Formulierung, über eineinhalb Stunden hin die Zuhörer fesselnd, umkreiste Ratzinger als ein wahrer Doctor mellifluus die Probleme, die sich so feinem, klarem Denken leicht zu fügen scheinen und im Raum, wo sich die Sachen stoßen, doch so wenig handlich sind.“

## Rezeptionsgeschichte
Über die richtige Interpretation des Konzils wurde und wird seit dem Konzil diskutiert.

### „Nachkonziliare Krise“
Im katholischen Milieu wird mit dem Begriff Nachkonziliare Krise die Phase ungefähr zwischen 1965 und 1985 bezeichnet. Ein eindeutiges Ansetzen von Beginn und Ende der nachkonziliaren Krise ist schwierig. So wird von manchen auch die Gegenwart im Umfeld der nachkonziliaren Krise gesehen.

#### Begriff
Der Begriff wurde vermutlich in Frankreich geprägt, wo die kirchenpolitischen Lager nicht erst seit 1965 heftig aufeinander stießen (la crise post-conciliaire). Damit sind die Phänomene schwindender religiöser Praxis und nachlassender Disziplin in der katholischen Kirche ad intra gemeint, verbunden mit dem allgemeinen Phänomen der Säkularisierung (Verweltlichung), vor allem in der westlichen Welt. Diese Krise kann aber nicht unabhängig von beginnenden kirchlichen Krisenerscheinungen aus der Zeit vor dem II. Vatikanum betrachtet werden. Dies geht auch aus dem Schreiben Papst Paul VI. Quinque iam anni von 1970 hervor. Nicht zur „nachkonziliaren Krise“ im eigentlichen Sinne gehören nur-theologische Probleme, etwa in der Christologie, da diese während der ganzen Geschichte der Kirche unvermeidlich sind.
Papst Paul VI. hat ein einziges Mal in freier Rede von einer Tendenz der „Selbstzerstörung“ in Teilen der katholischen Kirche gesprochen. Ein Bericht über eine Ansprache vor dem Lombardischen Seminar am 7. Dezember 1968 notiert:
[Der Papst gelangte zu einer weiteren Betrachtung:]
«Che cosa vedete nel Papa?». E risponde: Signum contradictionis: un segno di contestazione. La Chiesa attraversa, oggi, un momento di inquietudine. Taluni si esercitano nell’autocritica, si direbbe perfino nell’autodemolizione. È come un rivolgimento interiore acuto e complesso, che nessuno si sarebbe atteso dopo il Concilio. Si pensava a una fioritura, a un’espansione serena dei concetti maturati nella grande assise conciliare. C’è anche questo aspetto nella Chiesa, c’è la fioritura. 
„Was seht Ihr im Papst?“ Er antwortet: Signum contradictionis – ein Zeichen des Widerspruchs. Die Kirche geht heute durch einen Moment der Unruhe. Manche üben sich in der „Selbstkritik“, man könnte sogar sagen, in der „Selbstzerstörung“. Es ist wie ein heftiger und komplexer innerer Umbruch, den niemand nach dem Konzil erwartet hätte. Man dachte an eine Blüte, an eine frohe Ausdehnung der in der großen Konzilsversammlung gereiften Konzepte. Und es gibt auch diesen Aspekt in der Kirche, es gibt die Blüte.

#### Forschungsstand
Ursachen und Verlauf dieser Krisenzeit wurden bislang nur wenig erforscht, so dass die unterschiedlichsten Darstellungen, Schuldzuweisungen und Erklärungsmodelle im Umlauf sind, je nach Standort des Beobachters. Manche sehen die Krise insbesondere als Krise des Klerus, dessen Identität im II. Vatikanum, trotz umfangreicher Dokumente zu Leben, Dienst und Ausbildung des Priesters, zu wenig reflektiert wurde. Manche vermuten, dass eine seit dem Beginn des Jahrhunderts eher unterdrückte als gelöste Problematik hinsichtlich der Theologie im Konflikt mit den Wissenschaften die wesentliche Krisenursache gewesen sein könnte. Auch die politischen Entwicklungen der ersten Hälfte des Jahrhunderts (Kriege, Krisen, Totalitarismus, Demokratisierung) waren sicherlich nicht bedeutungslos. Für wohl fast jedes Konzil gilt aber, dass es gerade dadurch, dass es mit höchster Autorität spricht, die ganze Kirche mit aktuellen Anforderungen „unter Druck setzt“, die zunächst beinahe unvermeidlich Widerstände provozieren. Dass die neue Stellung der Kirche zur Welt und zu anderen Konfessionen und Religionen gleichzeitig mit umfangreichen liturgischen Änderungen einherging, war sicher nicht förderlich. Wenigstens zum Teil müssen sowohl progressive als auch konservative Versuche der Einflussnahme schon auf Verlauf und Ergebnis des Konzils als „Frühstart“ im Widerstand gegen die Rezeption der echten Urteile der höchsten Kirchenversammlung interpretiert werden (vgl. Hans Küng, Karl Rahner, Alfredo Ottaviani).

#### „Diagnose“ von 1972
Der für die Durchführung und Vollendung des Konzils verantwortliche Papst Paul VI. zeigte sich im Jahr 1972 mehrfach irritiert darüber, dass statt der erhofften Belebung und dem geistlichen Wachstum, das vom II. Vatikanum ausweislich sämtlicher Dokumente bezweckt war, das Gegenteil einzutreten schien. Häufig zitiert wird eine Äußerung dieses Papstes vom 29. Juni 1972. Zu Beginn seines zehnten Pontifikatsjahrs hielt der Papst eine Predigt in freier Rede. Er brachte seine Enttäuschung über die Nachkonzilszeit unerwartet offen zum Ausdruck. Nach einem Bericht von Erzbischof Agostino Casaroli, späterem Kardinalstaatssekretär, sprach der Papst auch von seinem Eindruck, als ob „durch irgendeinen Spalt der Rauch Satans in den Tempel Gottes eingedrungen sei, um die Früchte des Konzils zu verderben“.
Gemeint war damit, nach Überzeugung von Philippe Levillain, im Dictionnaire historique de la papauté zu Paul VI., insbesondere das Problem um die Priesterbruderschaft St. Pius X., die 1970 von Marcel Lefebvre gegründet wurde. Demnach stellte der Widerstand gegen das Konzil (vgl. Religionsfreiheit) und die Liturgiereform seitens des Traditionalismus für den Papst damals eine Bewährungsprobe dar, die er persönlich zumindest so bedrängend empfand wie den Protest gegen seine letzte Enzyklika Humanae vitae. Denn während alle alten und modernen Häresien schon einmal Konjunktur hatten, wieder stärker oder schwächer werden, begriff Papst Paul VI. den sich dort abzeichnenden Traditionsbegriff als gefährlich. Dieser lehrt einen vermeintlich zwingenden Gehorsam gegenüber dem „traditionellen“ Papsttum (d. h., wie sie es subjektiv auffassen), der sich im Widerstand gegen den amtierenden Papst zu beweisen habe. Trotz heftiger Aktivität, insbesondere seit einer Grundsatzerklärung Marcel Lefebvres vom 21. November 1974, konnte der Traditionalismus unter den Katholiken aber nur eine geringe Reichweite erzielen; die Zahl der auf diese Interpretation der Tradition fixierten Anhänger dürfte weltweit deutlich unter 100.000 Personen liegen. Es gibt zwar wesentlich mehr Freunde der „alten Liturgie“, die aber die Ansichten des Erzbischofs Lefebvre nicht billigen.

### Der „Geist des Konzils“
Unter dem Begriff „Geist des Konzils“ ist die Position zu verstehen, dass ein Verständnis des Konzils nur möglich sei, wenn man den Geist, die Atmosphäre, welche auf dem Konzil herrschte, richtig wahrnimmt.
Der Geist des Konzils bringt das zum Ausdruck. Nach Meinung der Päpste seit 1965 verlässt aber derjenige den Boden des Konzils, der diesen „Geist“ als Ermächtigung dafür interpretiert, die traditionelle Lehre der Kirche in den Konzilsdokumenten wie nicht geschrieben zu lesen. Die progressive Interpretation des Konzilsgeistes, wie sie etwa von dem Herausgeber einer bekannten Geschichtsdarstellung des Konzils, Giuseppe Alberigo, vertreten wird, sieht insbesondere in den o. g. Einfügungen des Papstes im Interesse der Konservativen nur eine taktisch bedingte Maßnahme, um die konservativen Gegner der Reform einzubinden. Da die Texte also aus Kompromissen bestünden, soll man sich an den Geist des Konzils halten, welcher nicht in den Texten steht, sondern von den Zeitzeugen überliefert wurde. Der Kirchenhistoriker Klaus Schatz SJ merkt dazu an, dass es wohl noch mehr Zeit brauche, um den wahren Geist des Konzils von dem „epochalen ‚Geist‘“ unterscheiden zu können. Eine ständige Beschwörung des Geistes des Konzils, „der doch in gewisser Weise auch der Geist der 60er Jahre (mit seinen Vorzügen und Einseitigkeiten) war“, ist „der rechten Rezeption vermutlich eher hinderlich“.

### Hermeneutik der Reform
Benedikt XVI. warb 2005 für eine Konzilsinterpretation im Sinne einer Hermeneutik der Reform. Diese grenzte er ab von einer sogenannten Hermeneutik des Bruchs. Vertreter der letzteren sehen einen Bruch zwischen der Kirche vor dem Konzil und der Kirche nach dem Konzil und überbetonen den „Elan auf das Neue“. Gleichzeitig kann ebenso wenig von einer Kontinuität gesprochen werden, da es viele Neuansätze gegeben hat. Mit Rückgriff auf die Eröffnungsansprache von Papst Johannes XXIII. und die Abschlussansprache von Papst Paul VI. entwickelte Benedikt die Hermeneutik der Reform, welche eine Auslegung des Konzils in der „Verbindung von Treue und Dynamik“ vornimmt. Damit ist sowohl die Berücksichtigung der Einheit zwischen der Kirche vor, während und nach dem Konzil gegeben, als auch die Wertschätzung der Neuinterpretationen, die das Konzil vorgenommen hat, gewährleistet.
Vor diesem Hintergrund ist auch das Motu propio Summorum Pontificum von Papst Benedikt XVI. zu verstehen, welches die sogenannte tridentinische Messe als außerordentliche Form des einen römischen Ritus erlaubte.

### Fehlinterpretationen der Konzilsergebnisse
Kardinal Avery Dulles versuchte, mehrere Irrtümer in der Interpretation des II. Vatikanums zu korrigieren. Das sind seine wichtigsten Richtigstellungen:
- Das Konzil hielt daran fest, dass es nur im Namen Jesus Rettung für die Menschen gibt. Manchmal wurde nämlich die Meinung geäußert, das Konzil habe nichtchristlichen Religionen zuerkannt, dass sie Offenbarungscharakter enthalten und zum Heil führen können.[42]
- Die Bibel ist keine von der kirchlichen Tradition unabhängige Norm. Manche meinten nämlich, das Konzil habe der Heiligen Schrift den Vorrang vor der Tradition eingeräumt.[43]
- In Jesus Christus ist die göttliche Offenbarung abgeschlossen, und es ist vor Jesu Wiederkommen keine weitere öffentliche Offenbarung zu erwarten. Manchmal wurde nämlich die Meinung geäußert, das Konzil messe den „Zeichen der Zeit“ normativen Charakter für den Inhalt der Offenbarung heute bei.[44]
- Das Konzil bestätigte die Heilsnotwendigkeit von Glaube und Taufe (und der Kirche, da Menschen durch die Taufe in die Kirche eintreten). Manche meinten nämlich, das Konzil habe auf die Heilsnotwendigkeit der Kirche verzichtet und den Absolutheitsanspruch der wahren Religion preisgegeben.[45]

### Theologische Anregungen
Durch das Konzil erlebte die Befreiungstheologie einen Aufschwung, auch über die katholische Kirche hinausgehend. Formulierungen des Konzils wurden auch in anderen Kirchen aufgegriffen, etwa die Beschreibung der Entstehung der Evangelien.
Trotz der konziliären Ablehnung der Frauenordination – auch auf der ersten Weihestufe des Diakonats – machten die theologischen Ausführungen zur Rolle der Frau in der Gesellschaft insbesondere im letzten Konzilsdokument Gaudium et Spes Hoffnung, dass die Gleichstellung der Frau auch innerkirchlich zu erreichen sei. Das beflügelte in Europa und in den USA auch das Engagement für den gleichberechtigten Zugang der Frauen zur Ordination, also zum Diakonat und zum Priesteramt.

### Kritik
Die schärfste Kritik am II. Vatikanischen Konzil kam von Traditionalisten wie z. B. Marcel Lefebvre (oder weniger prominent Hans Milch und Heinz-Lothar Barth), die das Konzil dafür verantwortlich machten, dass sich viele Menschen vom Glauben abwenden. Der Integralismus lehnt überdies die unzweideutige Loslösung der kirchlichen Identität von bestimmten gesellschaftspolitischen Vorstellungen ab.
Der Psychoanalytiker und Soziologe Alfred Lorenzer legte 1981 eine umfassende Kritik der Liturgiereform des II. Vatikanischen Konzils vor. Lorenzer warnt darin „vor den verhängnisvollen Auswirkungen der Liturgiereform, die die Gläubigen der subjektvernichtenden Tendenz des ‚Zeitgeistes‘ ausliefert“.
Einige Religionskritiker betrachten das Konzil als einen Versuch der katholischen Kirche, sich nur äußerlich einen modernen Anstrich zu geben, während es im Wesentlichen das katholische Dogma unnachgiebig verteidigt habe. Auch aus nichtkatholischer Warte kommen ähnliche Einschätzungen; der Baptist Franz Graf-Stuhlhofer meint, dass die durch das Konzil veranlassten Änderungen eher Formfragen betreffen, während sich an der Substanz der Dogmen wenig änderte. Als konkretes Beispiel verweist er darauf, dass das Konzil bei der Heiligenverehrung die Beschlüsse früherer Konzilien wiederum vorlegt und sich mit einer allgemein gehaltenen Mahnung begnügt, „jegliche vielleicht da und dort eingeschlichenen Missbräuche, Übertreibungen oder Mängel fernzuhalten oder zu beheben“ (LG 51); durch das II. Vatikanum erfolgte also keine Korrektur des bisherigen Lehrgutes.
Die interne Kritik bezieht sich entweder auf die nur schleppende oder zu forsche Umsetzung der Beschlüsse oder auf die Forderung nach einem neuen Konzil, da das II. Vatikanum bereits überholt sei. Die liberale Kritik sieht im Konzil nur einen ersten Anfang und zielt, darin in Harmonie mit dem Modernismus zu Beginn des 20. Jahrhunderts, auf die Ersetzung des kirchlichen Amtes durch einen theologisch-wissenschaftlichen Führungsanspruch – eine Vorstellung, der entgegengehalten wird, dass dieser Führungsanspruch im Volk nicht vermittelbar sei. Das Prinzip des Katholizismus, die Fragen der Religion mit einem amtlich strukturierten geistlichen Vorrang vor Staatspolitik und Gesellschaftsleben auszustatten, sieht diese liberale Kritik als obsolet an.
Wenig beleuchtet wurde bislang das Problem, dass die intensive innerkirchliche Rechtsetzungstätigkeit seit 1965, römischen und noch mehr regionalen Ursprungs, obwohl oft im Namen einer Aufwertung der Laien vollzogen, die Folgebereitschaft der gewöhnlichen Christen oft stark strapaziert hat. Die geistliche Autorität des Klerus überzeugt aber am ehesten dort, wo sie zur Selbstbeschränkung auf ihre „Kernkompetenz“ fähig ist. Dies ist möglicherweise in der typischen Pfarrei weniger geglückt als in neuen geistlichen Bewegungen (vgl. Movimenti).

## Verbindlichkeit
Die vier Konstitutionen des Konzils werden mit „vier Säulen“ verglichen, welche die 16 Verlautbarungen des Konzils „stützen und tragen“. Aber auch für sie gilt bloß Verbindlichkeit, aber keine Unfehlbarkeit, denn das Konzil wollte nicht dogmatisch, sondern pastoral lehren. Die übrigen Dokumente sind nicht als Konstitutionen verfasst und stehen im Rang unter diesen. Zweifel an der Verbindlichkeit des Konzils kamen in der Rezeptionsphase aufgrund der von der Tradition abweichenden pastoralen Lehrweise immer wieder auf. Das Konzil selbst jedoch gibt (in der nota praevia zu Lumen gentium und in der Fußnote zu Gaudium et spes) Richtlinien zur Rezeption vor. Zudem kann auf eine Erklärung des Generalsekretärs des Konzils Pericle Felici in der 123. Generalkongregation am 16. November 1964 verwiesen werden, worin es heißt: „Unter Berücksichtigung des konziliaren Verfahrens und der pastoralen Zielsetzung des gegenwärtigen Konzils definiert das Konzil nur das als für die Kirche verbindliche Glaubens- und Sittenlehre, was es selbst deutlich als solche erklärt. Was aber das Konzil sonst vorlegt, müssen alle und jeder der Christgläubigen als Lehre des obersten kirchlichen Lehramtes annehmen und festhalten entsprechend der Absicht der Heiligen Synode selbst, wie sie nach den Grundsätzen der theologischen Interpretation aus dem behandelten Gegenstand oder aus der Aussageweise sich ergibt“.

## Teilnehmer
Insgesamt waren 3044 Teilnehmer – davon 2498 Konzilsväter (Bischöfe) – auf dem Konzil versammelt. Mit 1060 Teilnehmern stellte Europa die größte Gruppe. Dazu kamen die zugelassenen „Auditoren“, also Teilnehmer ohne Rede- und Stimmrecht, zumeist Laien. Darunter befanden sich gegen Ende des Konzils auch 23 Frauen. Gut die Hälfte der Teilnehmer war über 60 Jahre alt.

### Vorsitz
- Johannes XXIII. (1962–1963)
- Paul VI. (1963–1965), zuvor Teilnahme als Kardinal, Erzbischof von Mailand und Mitglied des Sekretariats für Sonderaufgaben

### Moderatoren (ab 1963)
- Gregoire-Pierre Agagianian, Kardinal, Patriarch emeritus von Kilikien der Armenier, Leiter der Kommission für die Missionen
- Julius Döpfner, Kardinal, Mitglied des Präsidiums und des Sekretariats für Sonderaufgaben, Erzbischof von München und Freising
- Giacomo Lercaro, Kardinal, Erzbischof von Bologna
- Léon-Joseph Suenens, Kardinal, Erzbischof von Mecheln, Mitglied des Sekretariats für Sonderaufgaben

### Präsidium
Die folgenden zehn Kardinäle bildeten das Präsidium des Konzils:
- Bernard Jan Alfrink, Erzbischof von Utrecht[53]
- Antonio Caggiano, Erzbischof von Buenos Aires
- Joseph Frings, Erzbischof von Köln
- Norman Thomas Gilroy, Erzbischof von Sydney
- Achille Liénart, Bischof von Lille, Präsident der französischen Bischofskonferenz[54]
- Enrique Pla y Deniel, Erzbischof von Toledo
- Ernesto Ruffini, Erzbischof von Palermo
- Francis Spellman, Erzbischof von New York
- Ignatius Gabriel I. Tappouni, syrischer Patriarch von Antiochien
- Eugène Tisserant, Kardinaldekan und Dekan des Präsidiums,[55] als solcher ausübender Vorsitzender der Versammlung[56]

Pericle Felici war der Generalsekretär des Konzils, Wilhelm Kempf, Bischof von Limburg, der Sekretär.

### Präsidenten der Einzelkommissionen
Die Kardinäle, die die Vorbereitungskommissionen leiteten, hatten auf dem Konzil den Vorsitz in den sogenannten Einzelkommissionen. Alle Kommissionen wurden von Kardinälen der Kurie geleitet.
- Grégoire-Pierre XV. Agagianian, Präfekt der Kongregation für die Evangelisierung der Völker, Kommission für die Mission
- Fernando Cento, Kommission Apostolat der Gläubigen, Presse und Großereignisse
- Amleto Giovanni Cicognani, Kardinalstaatssekretär, Kommission Ostkirchen und Sekretariat für Sonderaufgaben
- Pietro Ciriaci, Präfekt der Kleruskongregation, Kommission Kleriker und Kirchendisziplin
- Arcadio María Larraona, Präfekt der Ritenkongregation, Kommission Liturgie
- Paolo Marella, Kommission Bischöfe und Diözesen
- Benedetto Aloisi Masella, Präfekt der Sakramentenkongregation, Leiter der Kommission Sakramente
- Alfredo Ottaviani, Präfekt des Hl. Offiziums; auf dem Konzil Chef der theologischen Kommission[58]
- Giuseppe Pizzardo, Kommission Seminare und Bildung
- Francesco Roberti, Präsident des Administrativgerichts des Konzils
- Gustavo Testa, Sekretär der Kongregation für die Ostkirchen, technisch-organisatorische Kommission
- Valerio Valeri, Präfekt der Kongregation für die Ordensleute, Kommission Ordensleute

### Präsidenten der Sekretariate
Neben den Konzilskommissionen gab es drei Sekretariate, die ebenfalls von Kardinälen geleitet wurden:
- Augustin Bea SJ, Präsident des Sekretariats für die Förderung der Einheit der Christen
- Amleto Giovanni Cicognani, Sekretariat für außergewöhnliche Fragen.
- Alberto di Jorio, Verwaltungssekretariat

### Weitere bekannte Konzilsväter
waren beispielsweise:

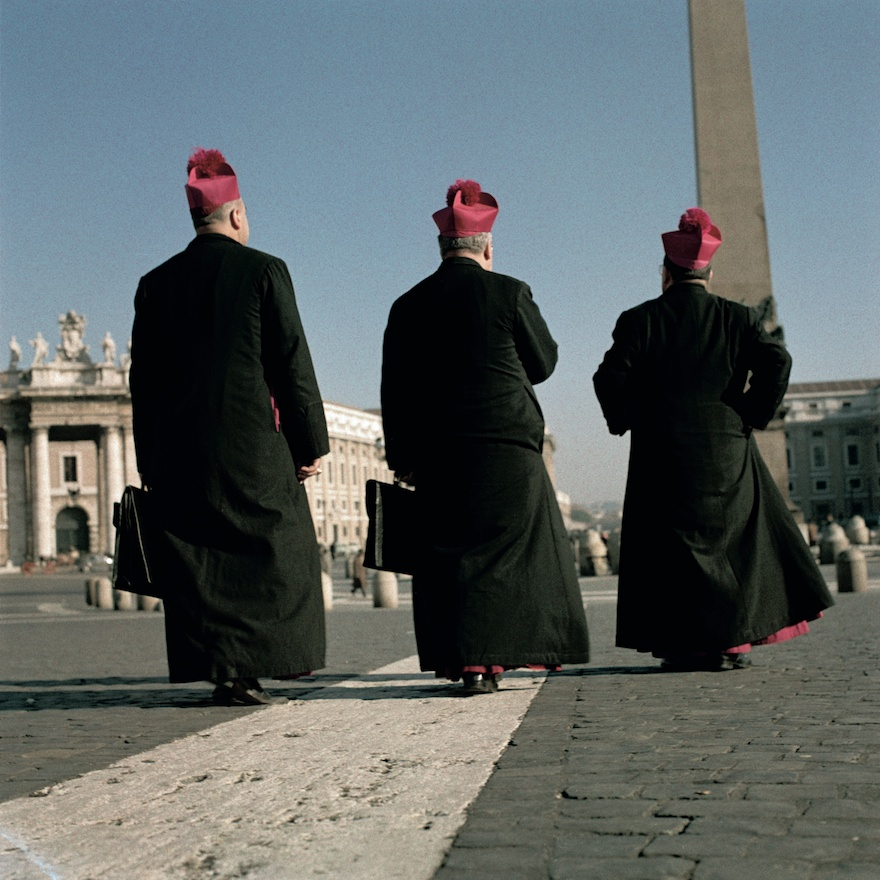
Konzilsväter auf dem Petersplatz

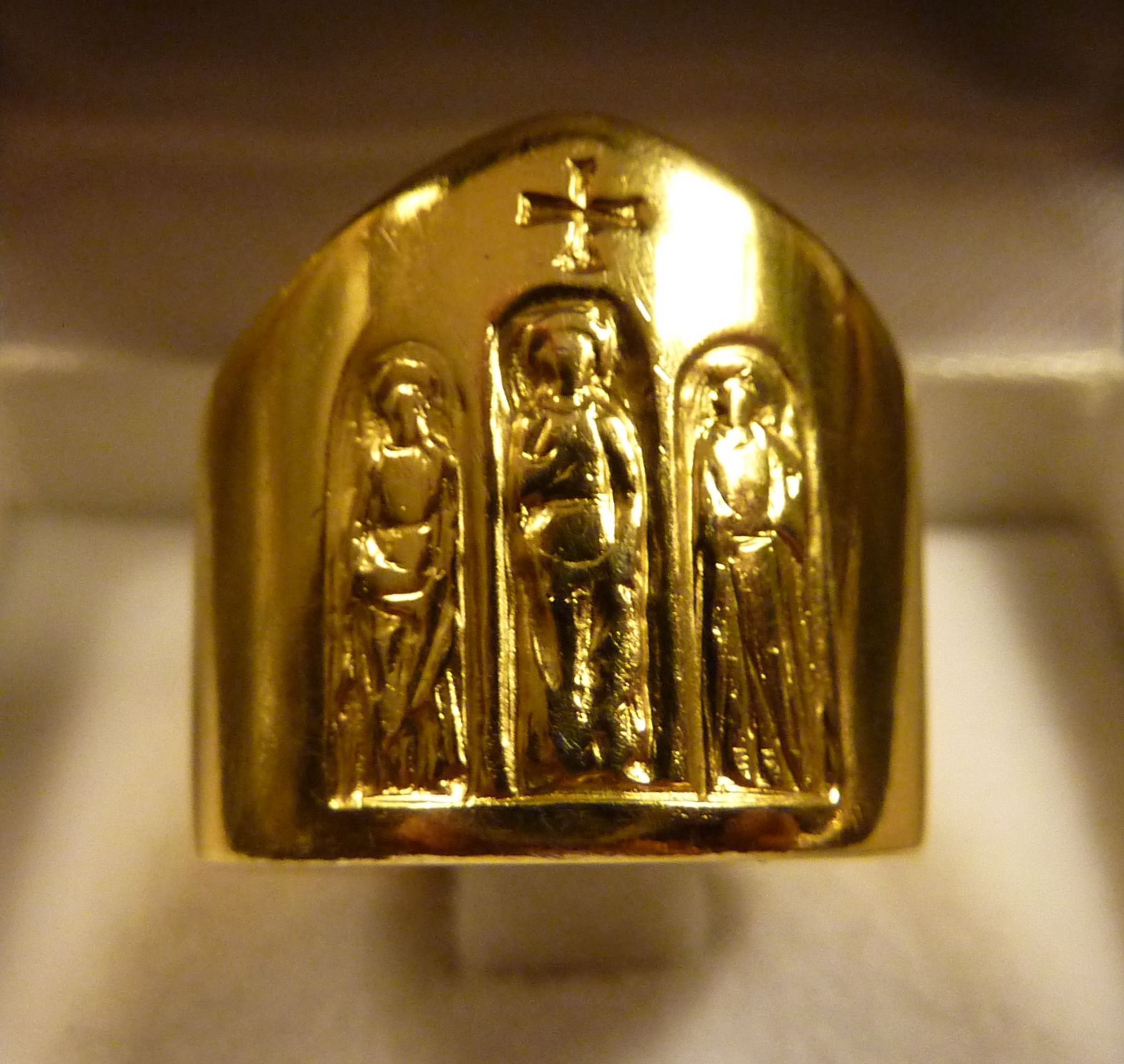
„Konzilsring“, wie ihn Papst Paul VI. am Ende des Zweiten Vatikanischen Konzils 1965 allen teilnehmenden Bischöfen schenkte

- Michael Browne OP, Kardinal, Leitungsfunktion bei der Erarbeitung diverser Schemata
- Hélder Câmara, Koadjutor von Rio de Janeiro (bis 1964), dann Erzbischof von Olinda und Recife, wichtiger Mann des „progressiven Lagers“[59]
- Giovanni Battista Franzoni, Benediktinerabt von Sankt Paul vor den Mauern
- Franz König, Kardinal, Erzbischof von Wien
- Marcel Lefebvre, Erzbischof, Generaloberer CSSp, Vorsitzender[60] des Coetus Internationalis Patrum, später einer der schärfsten Kritiker des Konzils
- Albino Luciani, Bischof von Vittorio Veneto, später Papst Johannes Paul I.
- Giuseppe Siri, Kardinal, Erzbischof von Genua, Vorsitzender der italienischen Bischofskonferenz, Mitglied des Sekretariats für Sonderaufgaben
- Otto Spülbeck, Bischof von Meißen
- Karol Wojtyła, Weih-, dann (1964) Erzbischof von Krakau, später Papst Johannes Paul II.

Heute (Stand: 5. September 2024) leben noch vier Konzilsväter: José de Jesús Sahagún de la Parra, Victorinus Youn Kong-hi, Daniel Alphonse Omer Verstraete und Francis Arinze.

### Periti
Bei den Periti, also den Theologen, die am Konzil mitwirken, ist zwischen den von Papst ernannten Periti und den theologischen Beratern der Konzilsväter zu unterscheiden. Die Periti, also die „offiziellen Konzilstheologen“ hatten einen Sitz, aber kein Stimmrecht, in den Generalkongregationen des Konzils. Die theologischen Berater einzelner Bischöfe hatten in der Generalkongregation weder Sitz noch Stimme, konnten jedoch über ihre Bischöfe und dank ihrer Mitarbeit in den Kommissionen sowie durch die von ihnen eingereichten Gutachten Einfluss nehmen. Die Einbindung der Theologen war Ausdruck für eine Stärkung der „Rolle der Theologie“.
Eine Auswahl der Periti und Konzilstheologen:
- Yves Congar OP, Theologischer Berater
- Alois Grillmeier, Theologischer Berater von Bischof Kempf
- Bernhard Häring CSsR, Mitglied der Theologischen Kommission
- Hans Küng, Theologischer Berater von Bischof Carl Joseph Leiprecht von Rottenburg
- Henri de Lubac SJ, Theologischer Berater
- John M. Oesterreicher, Monsignore, mit Bea Urvater von Nostra aetate
- Johannes Overath, Theologischer Berater von Kardinal Frings
- Joseph Pascher, Theologischer Berater von Kardinal Döpfner
- Karl Rahner SJ, Theologischer Berater von Kardinal König
- Joseph Ratzinger, Theologischer Berater von Kardinal Frings, später Papst Benedikt XVI.[62]
- Edward Schillebeeckx OP, Theologischer Berater von Kardinal Alfrink
- Michael Schmaus, Theologischer Berater
- Sebastian Tromp SJ, Sekretär der Konzilskommission, gewissermaßen theologischer Berater von Kardinal Ottaviani

Als erste Laien sprachen auf dem Konzil Jean Guitton am 3. Dezember 1963 und nach ihm Vittorino Veronese.

### Nichtkatholische Beobachter
Mit Ausnahme der Griechisch-Orthodoxen waren alle christlichen Kirchen nicht römisch-katholischer Prägung direkt, oder durch die Vertreter größerer Kirchenzusammenschlüsse indirekt, beim Konzil durch Beobachter vertreten.
Eine Auswahl:
- Youanna Girgis, offizieller Beobachter für die Koptische Kirche
- George Lindbeck, offizieller Beobachter des Lutherischen Weltbundes
- Karl Bernhard Ritter, Beobachter der Evangelischen Michaelsbruderschaft
- Edmund Schlink, offizieller Beobachter der Evangelischen Kirche in Deutschland
- Lukas Vischer, offizieller Beobachter des Ökumenischen Rats der Kirchen
- Paul Verghese, offizieller Beobachter des Ökumenischen Rats der Kirchen
- Nikos Nissiotis, offizieller Beobachter des Ökumenischen Rats der Kirchen

Auf besondere Einladung des Sekretariats für die Einheit der Christen nahmen Frère Roger, Gründer und Prior der ökumenischen Gemeinschaft von Taizé, und deren Subprior und maßgeblicher Theologe Frère Max Thurian teil. Die gleiche Einladung galt dem bekannten Ökumeniker Oscar Cullmann.

### Hintergründe der Nichtentsendung orthodoxer Beobachter
Das Ökumenische Patriarchat von Konstantinopel (in Istanbul) gab am 5. Oktober 1962 bekannt, dass es auf Grund der vorhergehenden Konsultationen mit den autokephalen Kirchen nicht zur Entsendung von Beobachtern nach Rom komme. Diesem Beschluss des Phanars hätten alle Kirchen zugestimmt, auch der Moskauer Patriarch Alexej I. Die Entsendung von Beobachtern durch das Patriarchat von Moskau kam deshalb überraschend. Die orthodoxe Kirche kennt im Gegensatz zur Römisch-Katholischen keinen straffen Zentralismus, sondern basiert auf dem Grundsatz der Autokephalie. Die einzelnen Diözesen schließen sich, meist nach nationaler Verbundenheit, zu Gruppen zusammen, wählen ihr Oberhaupt und bilden so die autokephale Kirche, dazu zählen u. a. die Alt-Patriarchate Konstantinopel, Alexandrien, Patriarchat von Antiochien und Jerusalem und die Nationalkirchen von Russland, Zypern, Griechenland, Serbien, Rumänien, Bulgarien, Georgien, Polen und Albanien.

### Gesamtdarstellungen
- Giuseppe Alberigo (Hrsg.): Geschichte des Zweiten Vatikanischen Konzils (1959–1965). 5 Bände, Matthias-Grünewald-Verlag, Mainz (Bd. 5: Ostfildern) / Peeters, Leuven 1997–2008.
  - Bd. 1: Klaus Wittstadt (Hrsg. der deutschen Ausgabe): Die katholische Kirche auf dem Weg in ein neues Zeitalter. Die Ankündigung und Vorbereitung des Zweiten Vatikanischen Konzils (Januar 1959 bis Oktober 1962). 1997. ISBN 3-7867-1946-2.
  - Bd. 2: Klaus Wittstadt (Hrsg. der deutschen Ausgabe): Das Konzil auf dem Weg zu sich selbst. Erste Sitzungsperiode und Intersessio, Oktober 1962 – September 1963. 2000. ISBN 3-7867-2227-7.
  - Bd. 3: Klaus Wittstadt (Hrsg. der deutschen Ausgabe): Das mündige Konzil. Zweite Sitzungsperiode und Intersessio, September 1963 – September 1964. 2002. ISBN 3-7867-2339-7.
  - Bd. 4: Günther Wassilowsky (Hrsg. der deutschen Ausgabe): Die Kirche als Gemeinschaft, September 1964 – September 1965. 2006. ISBN 3-7867-2526-8.
  - Bd. 5: Günther Wassilowsky (Hrsg. der deutschen Ausgabe): Ein Konzil des Übergangs, September – Dezember 1965. ISBN 978-3-7867-2639-5.
- Andreas Batlogg: Aus dem Konzil geboren: Wie das II. Vatikanische Konzil der Kirche den Weg in die Zukunft weisen kann. Tyrolia Verlag, 2022, ISBN 978-3-7022-4063-9.
- Dominik Burkard, Joachim Bürkle: Konzil in der Perspektive. Heribert Schauf und sein Tagebuch zum II. Vatikanum (1960-1965), Aschendorff, Münster 2022, ISBN 978-3-402-24867-6.
- Helmut Krätzl: Das Konzil – ein Sprung vorwärts. Ein Zeitzeuge zieht Bilanz. 50 Jahre Zweites Vatikanisches Konzil. Tyrolia, Innsbruck 2012, ISBN 978-3-7022-3199-6.
- Martin Leitgöb: Dem Konzil begegnen. Prägende Persönlichkeiten des II. Vatikanischen Konzils. Mit einem Vorwort von Herbert Vorgrimler. topos plus, Kevelaer 2012, ISBN 978-3-8367-0815-9.
- Otto Hermann Pesch: Das Zweite Vatikanische Konzil – Vorgeschichte, Verlauf, Ergebnisse, Nachgeschichte. Echter Verlag, Würzburg 1993, ISBN 3-429-01533-2; Topos plus, Kevelaer 2001, ISBN 3-7867-8393-4.
- Manfred Plate: Weltereignis Konzil. Darstellung – Sinn – Ergebnis. Herder, Freiburg/Basel/Wien 1966.
- Joseph Ratzinger Gesammelte Schriften, Band 7: Zur Lehre des Zweiten Vatikanischen Konzils. Herder, Freiburg/Basel/Wien 2012, ISBN 978-3-451-34124-3.
- Joseph Ratzinger: Die erste Sitzungsperiode des Zweiten Vatikanischen Konzils. Ein Rückblick. J.P. Bachem Verlag, Köln 1963. Vortrag an der Universität Bonn vom 18. Januar 1963, ergänzt mit einem Vorwort.
- Joseph Ratzinger: Das Konzil auf dem Weg – Rückblick auf die zweite Sitzungsperiode. J.P. Bachem, Köln 1964.
- Joseph Ratzinger: Ergebnisse und Probleme der dritten Konzilsperiode. J.P. Bachem, Köln 1965.
- Knut Wenzel: Kleine Geschichte des Zweiten Vatikanischen Konzils. Herder Verlag, Freiburg/Basel/Wien 2005, ISBN 3-451-28612-2; überarbeitet, aktualisierte und ergänzte Neuausgabe: Das Zweite Vatikanische Konzil. Eine Einführung. Herder-Verlag, Freiburg/Basel/Wien 2014, ISBN 978-3-451-30761-4.

### Einzeldarstellungen
- Giuseppe Alberigo, Jean-Pierre Jossua, Hermann Josef Pottmeyer (Hrsg.): Die Rezeption des Zweiten Vatikanischen Konzils. Patmos-Verlag, Düsseldorf 1986, ISBN 3-491-77646-5.
- Luigi Bettazzi: Das Zweite Vatikanum – Pfingsten unserer Zeit. Mit einem Vorwort von Elmar Klinger, aus dem Italienischen von Barbara Häussler. Echter, Würzburg 2002.
- Luigi Bettazzi: Das Zweite Vatikanum – Neustart der Kirche aus den Wurzeln des Glaubens. Aus dem Italienischen von Barbara Häussler. Echter, Würzburg 2012, ISBN 978-3-429-03531-0.
- Franz Xaver Bischof, Stephan Leimgruber (Hrsg.): Vierzig Jahre II. Vatikanum – zur Wirkungsgeschichte der Konzilstexte. Echter Verlag, Würzburg 2004, ISBN 3-429-02605-9.
- Michael Bredeck: Das Zweite Vatikanum als Konzil des Aggiornamento. Zur hermeneutischen Grundlegung einer theologischen Konzilsinterpretation (= Paderborner theologische Studien, 48). Verlag Ferdinand Schöningh, Paderborn 2007, ISBN 978-3-506-76317-4.
- Ralf van Bühren: Kunst und Kirche im 20. Jahrhundert. Die Rezeption des Zweiten Vatikanischen Konzils (Konziliengeschichte, Reihe B: Untersuchungen). Verlag Ferdinand Schöningh, Paderborn 2008, ISBN 978-3-506-76388-4.
- Regina Heyder, Gisela Muschiol (Hrsg.): Katholikinnen und das Zweite Vatikanische Konzil. Petitionen, Berichte, Fotografien. Aschendorff, Münster 2018, ISBN 978-3-402-13138-1
- Eva Huttenlauch: Die Porta della Morte an St. Peter von Giacomo Manzù und der Wandel päpstlicher Kunstpolitik durch das Zweite Vatikanische Konzil. Regensburg 2014, ISBN 978-3-7954-2799-3.
- Elmar Klinger, Rolf Zerfaß (Hrsg.): Die Kirche der Laien. Eine Weichenstellung des Konzils. Echter, Würzburg 1987.
- Elmar Klinger: Armut – Eine Herausforderung Gottes. Der Glaube des Konzils und die Befreiung des Menschen. Benziger, Zürich 1990.
- Franz König (Hrsg.): Die bleibende Bedeutung des Zweiten Vatikanischen Konzils (= Schriften der Katholischen Akademie in Bayern. Band 123). Patmos Verlag, Düsseldorf 1986.
- Helmut Krätzl: Im Sprung gehemmt – Was mir nach dem Konzil noch alles fehlt. 4. Auflage. Verlag St. Gabriel, Mödling 1999, ISBN 3-85264-567-0.
- Maria Prieler-Woldan: Das Konzil und die Frauen. Pionierinnen für Geschlechtergerechtigkeit in der katholischen Kirche. Hg. Frauenkommission der Diözese Linz. Wagner Verlag, Linz 2013, ISBN 978-3-902330-79-6.
- Karl Rahner, Mario von Galli, Otto Baumhauer: Reformation aus Rom. Die katholische Kirche nach dem Konzil. Rainer Wunderlich Verlag Hermann Leins, Tübingen 1967 (mit Beiträgen von Otto Baumhauer, Karl Rahner, Augustinus Mayer, Johannes Wagner, Johannes Feiner, Johannes Schütte, Johannes Baptist Metz, Wilhelm Weber, Franz Böckle, Ansgar Ahlbrecht, Johannes M. Hoeck, Paul Adenauer, Gertrud Luckner, Otto Semmelroth).
- Wolfgang Spindler: „Humanistisches Appeasement“? Hans Barions Kritik an der Staats- und Soziallehre des Zweiten Vatikanischen Konzils. Duncker & Humblot 2011, ISBN 978-3-428-13588-2.
- Philipp Thull (Hrsg.): Ermutigung zum Aufbruch. Eine kritische Bilanz des Zweiten Vatikanischen Konzils. Wissenschaftliche Buchgesellschaft, Darmstadt 2013, ISBN 978-3-534-26312-7.
- Günther Wassilowsky (Hrsg.): Zweites Vatikanum – vergessene Anstöße, gegenwärtige Fortschreibungen. (QD 207) Herder, Freiburg i. B. 2004.
- Thomas Weiler: Volk Gottes – Leib Christi. Die Ekklesiologie Joseph Ratzingers und ihr Einfluss auf das Zweite Vatikanische Konzil. Mit einem Geleitwort von Joseph Kardinal Ratzinger. Grünewald, Mainz 1997, ISBN 3-7867-1988-8.

### Trivia
- Albert Schmidt OSB: Kirche im Umbruch. Konzilsgeschichte in Limericks. In: Erbe und Auftrag 99 (2023), S. 85–87.